# Neuroleon (Ganussa) tenellus
Neuroleon (Ganussa) tenellus is een insect uit de familie van de mierenleeuwen (Myrmeleontidae), die tot de orde netvleugeligen (Neuroptera) behoort. 
Neuroleon (Ganussa) tenellus is voor het eerst wetenschappelijk beschreven door Klug in Ehrenberg in 1834.